# 朱常浩
瑞王朱常浩（1590年—1644年），是明神宗庶五子，母周端妃。
常浩篤信佛教、不近女色，僅貪財，很不得神宗的欢心，因此二十五歲還尚未結婚。群臣們都上奏章請明神宗完成常浩的婚事，但明神宗都不理睬，常浩每天都向户部要結婚的費用，拿了十八万兩白銀藏在宫中，還說這點錢買冠服都不夠。
1627年到了封國漢中，除了上繳朝廷的稅外，再加課鹽稅等各種名目的稅，加重人民的負擔。
1637年王斌在漢中發動農民起事，朱常浩為逃避大順軍的追捕，由陝西僉事陳纁護送，南逃四川避難，受到總兵侯良柱援助到重慶。1644年張獻忠攻破重慶，走投無路的朱常浩及隨行人員被俘。張獻忠先斬四川巡撫陳士奇，欲斬朱常浩時，天無雲卻雷電大作三次，獻忠照樣斬了朱常浩及家屬與幕府官員與地方官吏等。然後，再砍斷了被俘明軍與居民三萬多人的手臂。瑞王遇害無血漬，有氣一道直衝雲端，瑞王端坐其中，冉冉而上，人皆以為是異相。